# Priročni program
Priročni program (angleško utility program) je lahko računalniški program za iskanje napak ali orodje za zgoščevanje pomnilnika, oziroma je namenjen za opravljanje ozko določenih nalog, ki so po navadi povezane z upravljanjem računalniškega sistema.